# Калифорнийский четырёхугольник
Калифорнийский четырёхугольник, также здание «Калифорния» и башня «Калифорния» (англ.  California Quadrangle, California Building, and California Tower) — исторические сооружения, расположенные в парке Бальбоа в Сан-Диего, штат Калифорния, США. Они были построены для Панамско-калифорнийской выставки 1915—1916 годов и служили парадным входом на мероприятие. Здания и внутренний двор были спроектированы архитектором Бертрамом Гудхью. 17 мая 1974 года они были внесены в Национальный реестр исторических мест США. Сейчас в них располагается Музей «Нас».
В комплекс входят здание и башня «Калифорния» с северной стороны, а также зал «Эвернхэм» и часовня Святого Франциска с южной стороны. Между ними находится открытое пространство, соединённое аркадными проходами с массивными арочными воротами, образующими площадь Калифорнии. Первоначальное здание администрации парка Бальбоа (ныне здание администрации Гилла) находится сразу за четырёхугольником, рядом с зданием «Калифорния» и к западу от него. В отличие от большинства построек выставки, здания «Четырёхугольника» планировалось использовать постоянно.
Площадь Калифорнии — главный въезд в парк Бальбоа, к которому можно подъехать через мост Кабрильо. В настоящее время этот въезд представляет собой двухполосную дорогу, обеспечивающую доступ к парку для автомобилей. Город одобрил планы по перенаправлению движения транспорта с площади Калифорнии и превращению её в пешеходную зону, надеясь завершить проект к столетию выставки в 2015 году. Однако этот план был оспорен в суде и отменён судьёй 4 февраля 2013 года на том основании, что город не соблюдал требования своего муниципального кодекса при его утверждении.

## Здание и башня Калифорнии
Здание «Калифорния» с его богато украшенным фасадом и сине-золотым куполом, а также прилегающая к нему башня «Калифорния» являются одними из самых узнаваемых достопримечательностей Сан-Диего. В них располагается Музей «Нас». В дизайне и орнаментике здания сочетаются элементы многих стилей, включая готику, платереско, барокко, чурригереско и рококо, создавая впечатление испанской колониальной церкви. Многоярусный фронтиспис украшен скульптурами братьев Пиччирилли — семьи итальянских резчиков по мрамору, которые также работали над такими известными памятниками, как Мемориал Линкольна и Нью-Йоркская публичная библиотека. Четверо из шести братьев Пиччирилли работали над Калифорнийским квадратом. Аттилио (1866—1945), руководитель студии, и Фурио (1868—1949) послужили моделями для исторических личностей и бюстов для фронтисписа здания «Калифорния». Фурио также создал фигуры-пазухи над Западными воротами; к ним присоединились женщина, олицетворяющая Тихий океан, и мужчина, олицетворяющий Атлантический океан, после открытия Панамского канала. Орацио (1872—1954) и Масаниелло (прозванный «Том», 1870—1951) выполнили орнаментальную отделку здания и рамы в стиле чурригереско.
Дизайн купола был вдохновлён куполом церкви Санта-Приска и Сан-Себастьян в Таско, Мексика. Большой центральный купол окружён надписью «Terram Frumenti Hordei, ac Vinarum, in qua Ficus et Malogranata et Oliveta Nascuntur, Terram Olei ac Mellis» (Земля пшеницы, ячменя, виноградной лозы, смоковницы и граната; земля оливкового масла и мёда) (Второзаконие 8:8, взято из Вульгаты святого Иеронима; см. также «Семь видов»), а также девизом Калифорнии: «Эврика».
Фасад здания украшен каменными орнаментами, а также многочисленными скульптурами исторических деятелей и бюстами, выполненными из пластилина и гипса, изображающими выдающихся людей Калифорнии, Англии, Мексики и Испании. Среди них Хуниперо Серра, Филипп III Испанский, Себастьян Вискайно, Джордж Ванкувер, Луис Хайме, Карлос III Испанский, Хуан Родригес Кабрильо, Гаспар де Портола и Антонио де ла Асенсион. На фасаде также изображены герб США и гербы Калифорнии и Мексики.
Высота Калифорнийской башни составляет 198 футов (60 м), и она открыта для посещения с 1 января 2015 года. Дизайн башни выполнен в испанском стиле, а детали и цвета — в мексиканском. Башня состоит из трёх ярусов, которые переходят от четырёхугольника к восьмиугольнику, а затем к кругу. В башне находится карильон Маас-Рове, впервые установленный в 1946 году и заменённый в 1967 году. Карильон можно услышать по всему парку. Каждые четверть часа здесь раздаётся Вестминстерский звон, а местный карильонист играет три мелодии каждый день в полдень. Башню называют «символом Сан-Диего», самой фотографируемой и известной достопримечательностью города.
Штат Калифорния потратил 250 000 долларов на строительство здания и башни «Калифорния» для Всемирной выставки 1915 года. Хотя здание принадлежало Калифорнии, в 1926 году оно было передано правительству Сан-Диего. Во время Всемирной выставки в здании «Калифорния» размещалась тематическая экспозиция выставки — антропологическая экспозиция под названием «История человека сквозь века». После окончания выставки экспозиция была сохранена и расширена, в течение нескольких десятилетий называясь Музеем человека, пока в 2020 году не была переименована в «Музей нас».

## Здание изящных искусств
На южной стороне Квадрангла находится первоначальное здание ярмарки, занимаемое изящными искусствами (не путать с Галереей изящных искусств, открывшейся в 1926 году и ныне являющейся Музеем искусств Сан-Диего). Сейчас это здание занимает Музей «Нас». В нём находится банкетный зал «Эвернхэм-холл», а также временные выставки.

## Часовня Святого Франциска
Часовня Святого Франциска — это небольшая часовня в миссионерском стиле, построенная для придания выставке религиозного колорита. Интерьер прост, за исключением искусно украшенного и позолоченного алтаря в испанском стиле. Справа от резной статуи Богоматери с младенцем находится изображение Дидака из Алькалы, святого, названного в честь города, а слева, в память о первых иезуитских миссиях в Аризоне, — изображение неизвестного святого-иезуита. Часовня обычно не открыта для публики, но доступна для проведения частных мероприятий, таких как свадьбы и церемонии помолвки. Во время Второй мировой войны здание использовалось как военная часовня.

## Административное здание
Сразу за Калифорнийским квадратом, на западе, находится первое здание, которое видят посетители, пересекая мост Кабрильо и попадая в комплекс Эль-Прадо. Это Административное здание. Оно было построено в парке Бальбоа как административное здание Панамо-Калифорнийской выставки, завершено в 1911 году по проекту Ирвинга Гилла. Гилл спроектировал здание в своём высоком стиле. Этот стиль иногда называют миссионерским, но это неверное название, поскольку он имеет очень мало общего с Калифорнийскими миссиями. После того, как Гилл покинул проект выставки, дизайн был дополнен испанским колониальным орнаментом в стиле Бертрама Гудхью, чтобы соответствовать архитектурной теме остальной части экспозиции. В здании располагалось множество больших офисов и аудитория. Оно служило штаб-квартирой планирования и административным центром выставки 1915—1916 годов, а также местом для международных приёмов. Во время Второй мировой войны здание использовалось как военный госпиталь. В течение многих лет после этого здание пустовало, и в 1978 году город предложил снести его, но в конечном итоге оно было восстановлено в 1990-х годах (без украшений) и передано Музею Нас. Сегодня оно известно как Административное здание Гилла и в нём размещаются административные офисы Музея Нас. Это единственное здание в парке Бальбоа, сохранившее фирменный стиль Гилла.

## Схема
Это схема Панамско-Калифорнийской выставки, какой она была на второй год её проведения, в 1916 году. Калифорнийский четырёхугольник — это синяя область в левой части карты.
|                         |                           |                           | Day nursery               |                              |                              |                              | Jardins de Eucalyptus        | Japanese & Formosa Exhibit   |                              |                              | North Gate                   |
|                         | gardens                   | gardens                   | gardens                   |                              |                              | United States                |                              | Botanical Building           |                              |                              | Indian Village               |
| Administration Building | California State Building | California State Building | California State Building | Science & Education          | Science & Education          | Plaza de Panama              | Pan-Pacific                  | La Laguna de Las Flores      | Foreign & Domestic           | Calle Cristobal              | Southern California Counties |
| Cabrillo Bridge         | West Gate                 | Plaza de California       | East Gate                 | El Prado, the central avenue | El Prado, the central avenue | El Prado, the central avenue | El Prado, the central avenue | El Prado, the central avenue | El Prado, the central avenue | El Prado, the central avenue | El Prado, the central avenue |
|                         | Fine Arts Building        | Fine Arts Building        | Fine Arts Building        | Montezuma gardens            | Russia & Brazil              | Plaza de Panama              | Foreign Arts                 | Canadian Building            | Canadian Building            | Canyon Espanol               | Service buildings            |
|                         | Chapel of St. Francis     |                           | thick bosque              | Palm Canyon                  |                              | Esplanade                    | San Joaquin Valley           |                              |                              |                              | Hospital                     |
|                         |                           |                           |                           |                              | Via de los Estados           | Plaza de Los Estados         |                              |                              |                              |                              | Pepper Grove park            |
|                         |                           |                           |                           |                              | Via de los Estados           | Great Organ                  |                              |                              |                              |                              |                              |
|                         |                           |                           |                           |                              | Via de los Estados           | Theosophical Building        |                              |                              |                              |                              |                              |
|                         |                           |                           |                           | Washington                   | Via de los Estados           | Montana                      |                              |                              |                              |                              |                              |
|                         |                           |                           |                           | New Mexico                   | Via de los Estados           |                              |                              |                              |                              |                              |                              |